# 샤플리스 목록

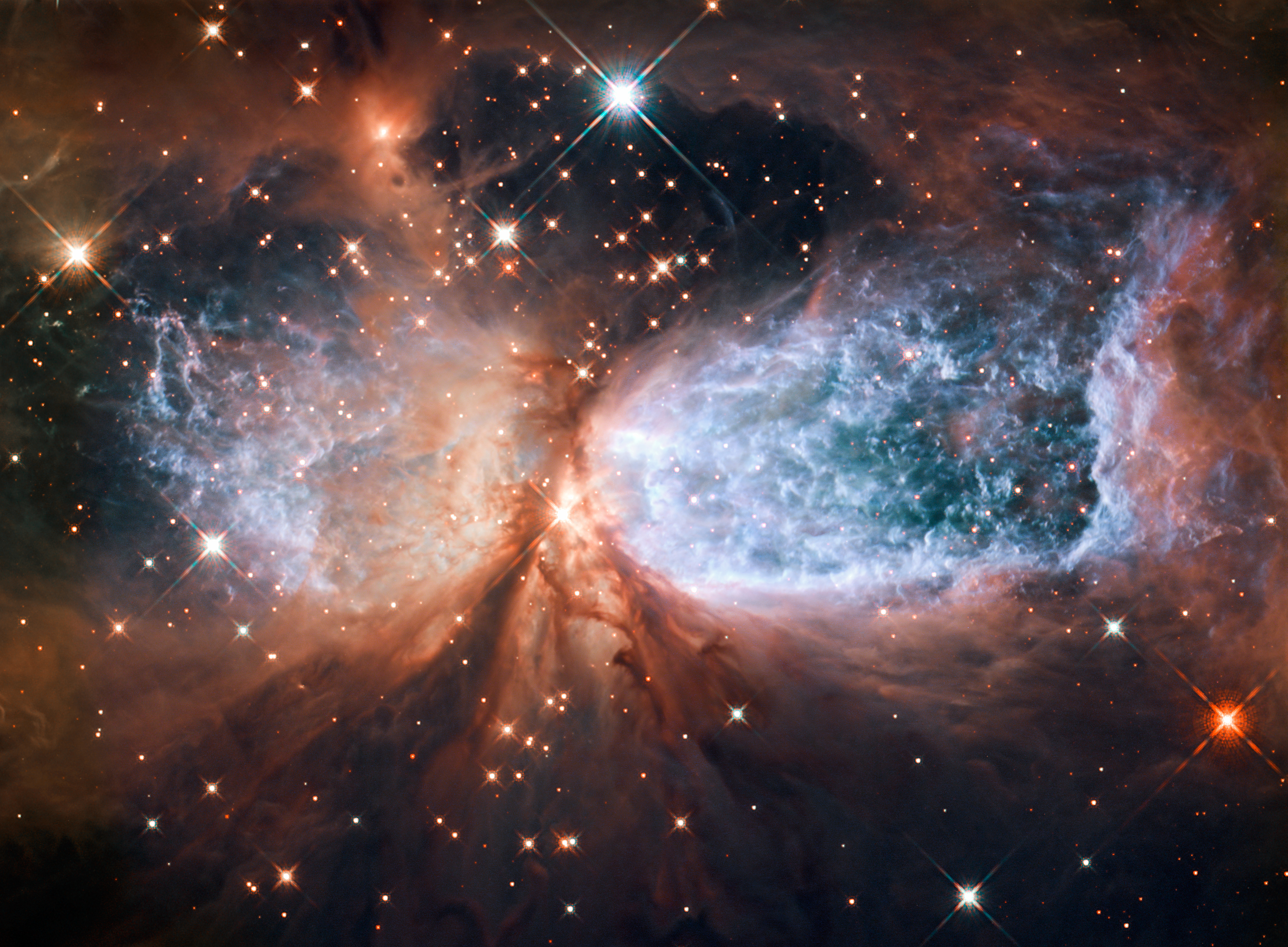

샤플리스 목록 또는 샤플리스 카탈로그는 313 Hll 영역(발광 성운)의 의 목록으로, 북쪽 편차 -27°로 구성되어 있다. (남쪽의 일부 성운이 포함되어 있지 않다.) 첫 번째는 1953년에 142개의 개체(sh1)와 함께 발표되었고, 두번째와 마지막 버전은 1959년 미국의 천문학자 스튜어트 샤플리스에 의해 312개의 개체와 함께 발표되었다. 샤플리스는 또한 Hll영역뿐만 아니라 일부 행성상 성운 및 초신성 잔해를 포함했다.

## 같이 보기
- RCW 목록
- SIMBAD